# Gabriella Fagundez
Gabriella Fagundez (ur. 11 października 1985 w Landskrona) – szwedzka pływaczka specjalizująca się w stylu dowolnym. Największe sukcesy osiągnęła w sztafetach m.in. wicemistrzostwo Europy 2012 w sztafecie 4x100 m stylem dowolnym.